# Ferdinand Amadi
Ferdinand Amadi, född 18 september 1970, är en friidrottare från Centralafrikanska republiken. Han deltog vid olympiska sommarspelen 1992.